# 法律番組
法律番組（ほうりつばんぐみ）は、法律を取り上げたテレビ・ラジオ番組のことである。リアリティ番組のうちテレビプログラミングサブジャンルであり、 警察 、 犯罪 、 訴訟など、 法律に関連するリアリティベースの主題に焦点を当てている。  
番組の性格上、バラエティ番組や教養番組としての性質も持つ。

## ジャンルのカテゴリとテレビ番組の例
以下は、現実の法的プログラムのさまざまなカテゴリのリストと、各カテゴリで開発されたテレビ番組のリスト 

### 警察部隊テレビシリーズ
- Over the Limit （TruTV、2010年4月21日〜10月24日）
- 全米警察24時 コップス （フォックス、スパイク、1989年3月11日〜現在）：ドキュメンタリー
- ベイトカー （TruTV、2007年8月6日〜2012年10月23日）
- 婦人警官（TVシリーズ）（2009年8月6日– 2013年4月13日）

### その他の現実の法的ショー
お笑い合法
- スナップ・ジャッジメント （TruTV、1999年4月1日-2000年）

トークショー
- スタージョーンズ （TruTV、2007年8月20日-2008年2月1日）
- ジャニーン裁判官の正義 （ フォックスニュースチャンネル 、2011年1月〜現在）

調査
- Haunting Evidence （TruTV、2005年12月21日〜2008年10月25日）
- City Confidential （ A＆E 、1999年8月17日– 2006年3月1日）
- 郊外の秘密 （TruTV、2007年1月29日– 2008年9月20日）
- タイガーチーム （TruTV、特別：2007年12月25日）

現実裁判所ショー
リアリティ・リーガルショーのもう1つのサブジャンルは「リアリティコートショー」で、このジャンルではこの40年間ほとんど存在しなかったコートショーのカテゴリ。  
- 仮釈放 （ 最初のシンジケーション 、Telestar、1959）
- 人民法院 （シンジケート、 ラルフ・エドワーズ / Stu Billett Productions、1981–1993、1997–現在）
- オン・トライアル （1987年から1988年にシンジケート）
- ジョーンズと陪審員 （シンジケート、1994-1995）
- ジュディ判事 （シンジケート、1996年〜現在）
- ジョー・ブラウン裁判官 （シンジケート、1998年〜2013年）
- ミルズレーン判事 （シンジケート、1998年〜2001年）
- 裁判官ワプナーのアニマルコート （ Animal Planet 、1998–2000）
- 判事と陪審員 （ MSNBC 、1998–1999）
- 離婚裁判所 （シンジケート、1957〜1969 [ドラマ化]、1985〜1992 [ドラマ化]、1999〜現在[リアリティ]）
- マティス裁判官 （シンジケート、1999年〜現在）
- ハチェット判事 （シンジケート、2000年〜2008年）
- 委任状 （シンジケート、2000年〜2002年）
- カーティスコート （シンジケート、2000〜2001）
- テキサス・ジャスティス （シンジケート、2001年〜2005年）
- State v. （ABC、2002）
- 犯罪と罰 （NBC、2002〜2004）
- アレックス裁判官 （シンジケート、2005年〜2014年）
- 法律事務所 （NBC、2005）
- Cristina's Court （シンジケート、2006〜2010年）
- マリア・ロペス裁判官 （2006〜2008年シンジケート）
- デイビッド・ヤング裁判官 （シンジケーション、2007–2009）
- 陪審員 （シンジケート、2007年〜2009年）
- ジャニーン・ピロ裁判官 （ CW Network 、2008–2011）
- ペニー裁判官と家庭裁判所 （シンジケート、2008年〜2009年）
- カレン判事 （シンジケート、2008年〜2009年）
- ストリートコート （2009年から2010年にシンジケート）
- ジャッキー・グラスと迅速な正義 （シンジケート、2010年〜2012年）
- カレン裁判官 （シンジケート、2010年〜2011年）
- L'Arbitre （ Vテレビネットワーク、2011年〜現在）
- Gunn裁判官とラストショット （シンジケート、 Trifecta Entertainment＆Media 、2011年〜現在）

## 法的リアルネットワーク
- TruTV （1991〜現在）

| スタブアイコン | サブスタブ | この項目は、まだ閲覧者の調べものの参照としては役立たない、テレビ番組に関連した書きかけの項目です。この項目を加筆・訂正などしてくださる協力者を求めています（P:テレビ/PJ:放送または配信の番組）。 |